# Саутборо (Массачусетс)
Саутборо (англ. Southborough) — місто (англ. town) в США, в окрузі Вустер штату Массачусетс. Населення — 10 450 осіб (2020).

## Демографія
Згідно з переписом 2010 року, у місті мешкало 9767 осіб у 3332 домогосподарствах у складі 2702 родин. Було 3460 помешкань
Расовий склад населення:
| - 88,1 % — білих - 8,3 % — азіатів - 0,9 % — чорних або афроамериканців - 0,2 % — корінних американців |

До двох чи більше рас належало 1,8 %. Частка іспаномовних становила 2,8 % від усіх жителів.
За віковим діапазоном населення розподілялося таким чином: 30,8 % — особи молодші 18 років, 57,9 % — особи у віці 18—64 років, 11,3 % — особи у віці 65 років та старші. Медіана віку мешканця становила 41,7 року. На 100 осіб жіночої статі у місті припадало 98,1 чоловіків;  на 100 жінок у віці від 18 років та старших — 95,5 чоловіків також старших 18 років.
Середній дохід на одне домашнє господарство  становив 185 952 долари США (медіана — 142 426), а середній дохід на одну сім'ю — 217 329 доларів (медіана — 160 357). Медіана доходів становила 107 772 долари для чоловіків та 79 951 долар для жінок. За межею бідності перебувало 4,6 % осіб, у тому числі 4,1 % дітей у віці до 18 років та 1,7 % осіб у віці 65 років та старших.
Цивільне працевлаштоване населення становило 5061 особа. Основні галузі зайнятості: науковці, спеціалісти, менеджери — 24,4 %, освіта, охорона здоров'я та соціальна допомога — 22,1 %, виробництво — 12,5 %, фінанси, страхування та нерухомість — 10,6 %.